# Wagemann-Plan
Der Wagemann-Plan war ein von Ernst Wagemann 1931 ausgearbeiteter und Anfang 1932 vorgelegter Plan zur Überwindung der Weltwirtschaftskrise. Wagemann war Präsident des Statistischen Reichsamtes in der Weimarer Republik und erstellte den Plan ohne Wissen der Reichsregierung.
Im Gegensatz zur Politik der Regierung Brüning sah Wagemann eine Ausweitung der Geldmenge vor. Sein Programm wurde heftig bekämpft, es fielen Begriffe wie „anarchistisches Inflationsprogramm“ und „vorübergehende Geldanarchie“.
Wagemann schlug vor, das Reichsbankgesetz zu lockern und die Golddeckung der Reichsmark teilweise abzuschaffen, indem die Zahlungsmittel in Produzenten- und Konsumentengeld unterteilt würden. Letzteres sollte alle Münzen sowie Scheine bis 50 RM umfassen, da diese seiner Meinung nach keine Rolle im internationalen Zahlungsverkehr spielten. Die Golddeckung sollte für das Konsumentengeld durch staatliche Anleihen ersetzt werden, für das Produzentengeld hingegen beibehalten werden. Wagemann erhoffte sich dadurch eine Entlastung der Reichsbank, der Sparkassen und auch der Staatskasse.
Da die Durchführung der Pläne in teilweisem Widerspruch zu den Hintergründen von Brünings Deflationspolitik stand, wurde Wagemanns Plan abgelehnt. Außenpolitische Probleme wurden befürchtet, weil der Eindruck hätte entstehen können, Deutschland trachte, mittels absichtlich herbeigeführter Währungsabwertung, seine Reparationsverpflichtungen zu vermindern.
Vor dem öffentlichen Vortrag Wagemanns zu seinem Plan am 1. Februar 1932 besprachen sich Finanzminister Dietrich, Wirtschaftsminister Warmbold und Reichsbankpräsident Luther unter Vorsitz Brünings mit ihren Spitzenbeamten, um die Reaktion der Reichsregierung auf die bereits bekanntgewordenen Inhalte des Plans festzulegen.
Wirtschaftsminister Warmbold, der Wagemanns Schwager war, bedauerte, von diesem nicht vorher informiert worden zu sein, da er ihn sonst gebeten hätte, den Vortrag zu unterlassen. Wagemann wurde verpflichtet zu betonen, dass der Plan seine eigene, privat erstellte wissenschaftliche Arbeit sei und nicht von der Regierung in Auftrag gegeben. Die Regierung distanzierte sich öffentlich von dem Plan, obwohl Dietrich anmerkte, an dem Plan sei manches richtig, nur sei „die Bombe (...) zu früh geplatzt“.